# Editorial Barcino
Editorial Barcino es una editorial fundada en Barcelona en 1924 por Josep Maria de Casacuberta, vinculado hasta entonces al Instituto de Estudios Catalanes, y con apoyo económico de Josep Maria Girona (futuro vocal de Palestra), de la Fundación Carulla o del padre Josep Vives i Gatell. Su finalidad era la divulgación de la cultura catalana.

## Historia

### Los orígenes
Bajo la inspiración del erudito Pompeu Fabra, la editorial Barcino empezó su singladura en 1924 editando la colección Nuestros Clásicos, dedicada a los escritores catalanes antiguos. La primera obra publicada fue Lo Somni (El sueño) de Bernat Metge, con una tirada reducida a 2.000 ejemplares por las restricciones de la Dictadura de Primo de Rivera. La sede estaba entonces en el número 125 de la Rambla de Cataluña de Barcelona, pero poco después se trasladó a la calle Petritxol, también de Barcelona, y en 1925 a la calle de Portaferrissa. La editorial contó con patrocinadores como Cambó o Rafael Patxot i Jubert, aunque el principal aporte económico venía de su fundador y director.
Espoleados por las buenas críticos que recibieron de medios como La Publicitat y de casi un millar de subscriptores, en 1925 inició la Colección Popular Barcino, de carácter divulgativo. Su primer número fue Ortografía catalana de Pompeu Fabra. En 1926 empezó también la colección Enciclopèdia Catalunya, que preveía la publicación de 150 manuales para el estudio de los territorios de habla catalana, con la colaboración de Carles Pi-Sunyer, Fernando Valls Taberner, Pau Vila i Dinarès, Josep Maria Batista i Roca, Luis Nicolau d'Olwer y Raimundo de Abadal Calderó, entre otros. También en 1926 se inició la Colección Sant Jordi, dedicada a la cultura cristiana (como las Confesiones de Agustín de Hipona); en 1928 continuó con la serie Antología, dedicada a escritores catalanes modernos (Carles Riba, Emili Vilanova, Àngel Guimerà); y en 1930 culminó con Los Clásicos del Mundo, donde se proponía publicar colecciones de autores clásicos universales, aunque solo logró publicar obras de William Shakespeare, Frédéric Mistral y Molière. Hacia 1936, el editorial había publicado unos 280 títulos.

### Guerra Civil y posguerra
Durante la Guerra Civil Casacuberta no desfalleció, aunque su actividad se redujo a la edición de 12 títulos. Rehusó exiliarse y las nuevas autoridades prohibieron la mayoría de los libros publicados hasta entonces. En 1946 retomó la edición de Nuestros Clásicos, en 1949 la Enciclopèdia Catalunya y en 1951 la Colección Popular Barcino, ahora en castellano. 
En una segunda época se lanzó la Biblioteca Folclórica Barcino (1951-1958, 17 ejemplares), la Biblioteca Verdagueriana (epistolarios y obras inéditas de Jacinto Verdaguer, 1953), la Biblioteca Renaixença (1959-1964, tres títulos), la Biblioteca Geográfica Barcino (1962) y la Biblioteca Filológica Barcino (1965). En 1950, por indicación de Josep Maria López-Picó y Octavi Saltor i Soler, se hizo cargo de Publicacions de La Revista. En 1957 inició la colección Tramuntana, dedicada a las comarcas del Pirineo catalán, y que sirvió como pretexto para editar la obra de los principales autores contemporáneos del Rosellón. 
En 1956 empezó la edición de los Manuales Lingüísticos Barcino, que a partir del 1981 se denominaron Manuales Lingüísticos y Literarios Barcino, destinados a facilitar el aprendizaje del catalán para castellanos, franceses, italianos y alemanes; y en 1971 empezó la Biblioteca Algueresa, con autores y temas de Alguer. Al margen de estas colecciones, podemos destacar los libros Natura, uso o abuso?, el Libro Blanco de la Gestión de la Naturaleza en los Países Catalanes y Flora de los Países Catalanes.
Desde 1972, el coste de la editorial fue asumido por la Fundació Lluís Carulla, continuando Casacuberta como director. A la muerte de Josep Maria de Casacuberta, en 1985, fue nombrado director Amadeu-Jesús Soberanas i León, que ha continuado la edición de textos científicos y de interés lingüístico e histórico, manteniendo las colecciones Biblioteca algueresa, Biblioteca filológica, Biblioteca geográfica, Biblioteca Renaixença, Biblioteca verdagueriana y Colección Popular Barcino, creando otras nuevas como Biblioteca Barón de Maldà, con textos posteriores a la Edad Media.
Últimamente ha trabajado en la edición de clásicos catalanes con otras editoriales, concretamente con Támesis Books, filial de Boydell & Brewer, en inglés; con DVD Ediciones en castellano; con Lit Verlag en alemán, y con Edizioni dell'Orso en italiano.